# Manihot quinqueloba
Manihot quinqueloba är en törelväxtart som beskrevs av Johann Baptist Emanuel Pohl. Manihot quinqueloba ingår i släktet Manihot och familjen törelväxter. Inga underarter finns listade i Catalogue of Life.

## Bildgalleri

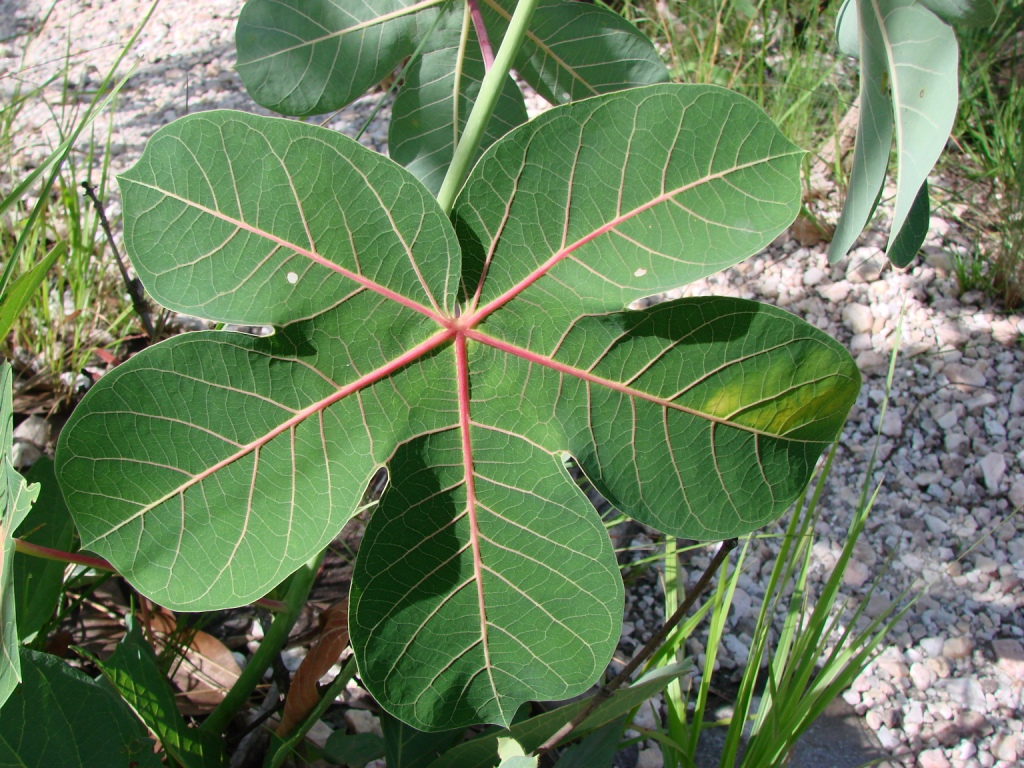
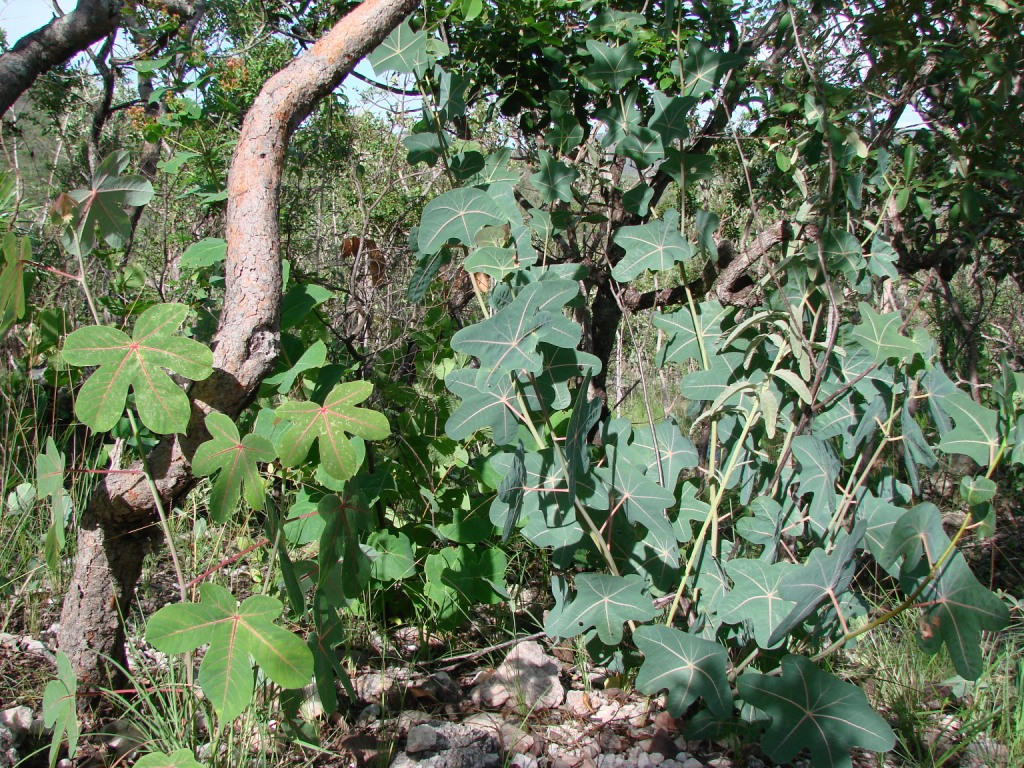
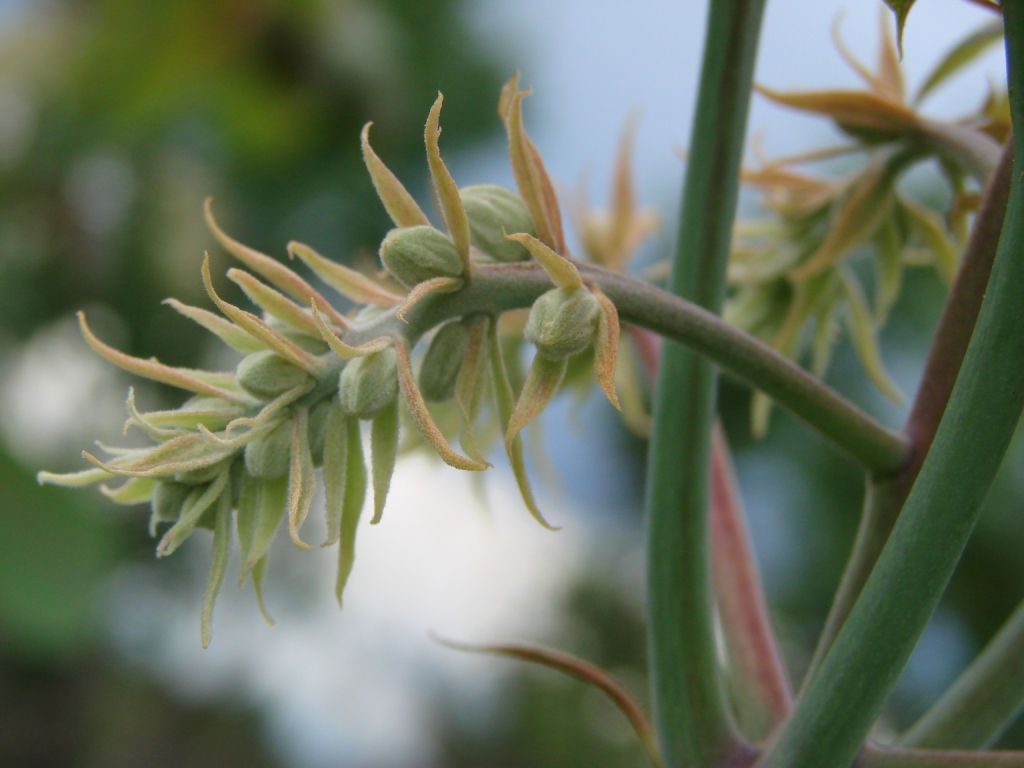